# Lee Harris
Lee David Harris (* 20. Juli 1962) ist ein britischer Schlagzeuger und Musiker. Er war Gründungsmitglied der Band Talk Talk, der er bis zu deren Auflösung angehörte. 

## Karriere
Harris spielte zunächst Schlagzeug in der Reggae-Band Eskalator. Bassist dieser Band war sein Schulfreund Paul Webb.
Beide wurden 1981 von Mark Hollis für die Produktion von Demoaufnahmen engagiert, an denen auch der Keyboarder Simon Brenner teilnahm. Die vier Musiker gründeten infolge dieser Zusammenarbeit die Band Talk Talk, die bis zu ihrer Auflösung 1991 fünf Studioalben veröffentlichte.
In den 1990er Jahren brachten Harris und Webb unter dem Namen .O.Rang zwei Studioalben heraus: 1994 Herd Of Instinct und 1996 Fields & Waves.
Webb veröffentlichte danach Musik unter dem Pseudonym Rustin Man. Bei dessen Produktionen wirkte Harris als Schlagzeuger mit: sowohl bei den Aufnahmen von Rustin Man und Beth Gibbons für das Album Out of Season (2002) als auch bei den Aufnahmen für die 2019 und 2020 erschienenen Soloalben von Rustin Man.
Harris war außerdem Schlagzeuger auf Midnight Choirs Waiting for the Bricks to Fall (2003) und auf Bark Psychosis’ Codename: Dustsucker (2004).
Beth Gibbons unterstützte er wieder auf ihrem 2024 erschienenen Soloalbum Lives Outgrown.